# Antoneta Alamat Kusijanović
Antoneta Alamat Kusijanović est une réalisatrice croate, née le 27 septembre 1985 à Dubrovnik. 
Son film Murina est présenté à la Quinzaine des réalisateurs au festival de Cannes en 2021 et reçoit la Caméra d'or,.

## Filmographie
- 2017 : Into the Blue (U plavetnilo), court-métrage
- 2021 : Murina, long-métrage

## Distinctions
- Festival Premiers Plans d'Angers 2018 : prix du public pour U plavetnilo au
- CinEast 2017 : Prix du public du meilleur court-métrage de fiction  pour Into the Blue
- Festival de Cannes 2021 : Caméra d'or pour Murina[4]
- Festival du film de Pula 2021 : révélation pour Antoneta Alamat Kusijanović, réalisatrice et scénariste de Murina[5]